# Onze-Lieve-Vrouw van de Allerheiligste Rozenkranskerk

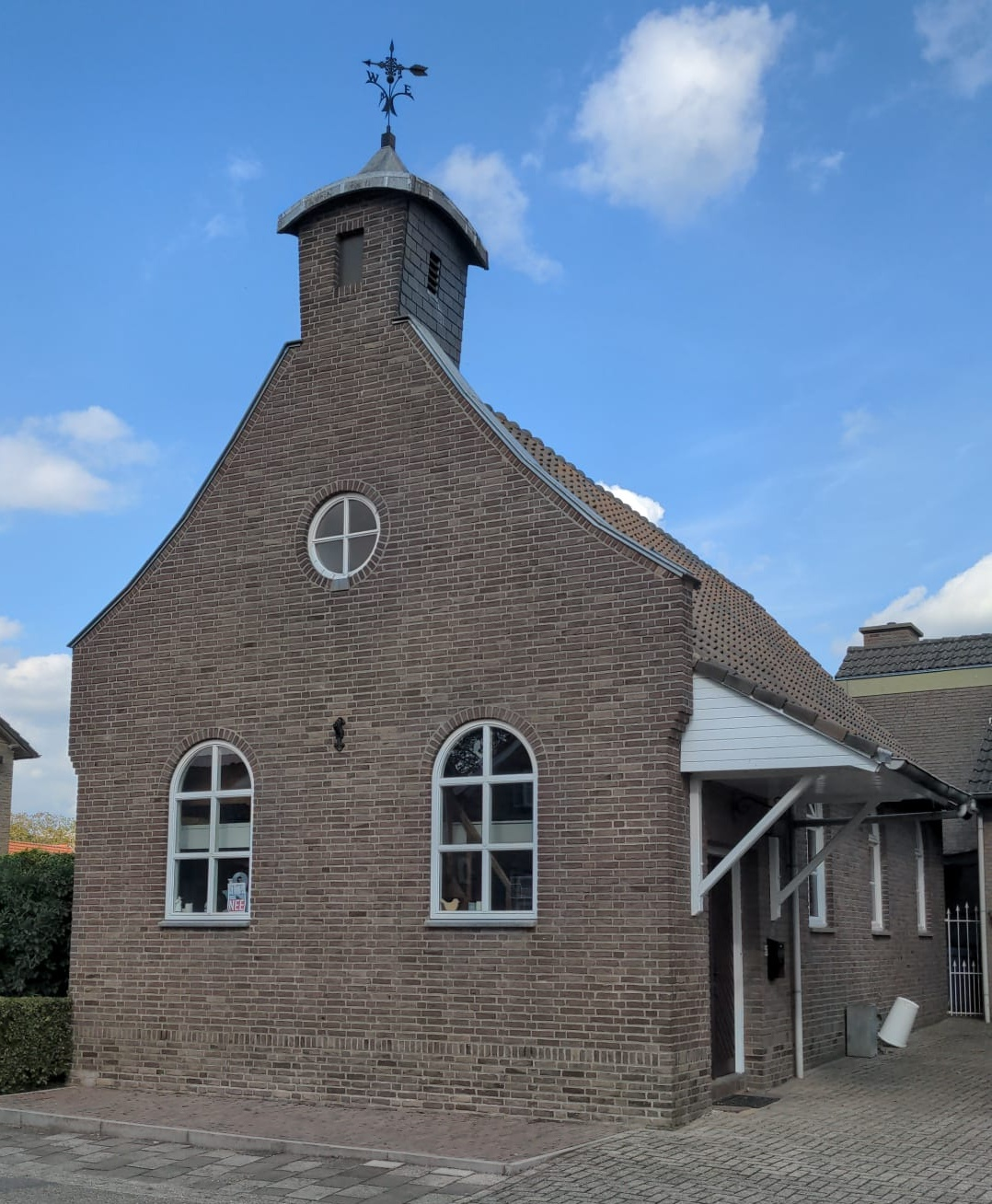
De Onze-Lieve-Vrouw van de Allerheiligste Rozenkranskerk

De Onze-Lieve-Vrouw van de Allerheiligste Rozenkranskerk is een voormalig kerkgebouw te Illikhoven in de Nederlandse provincie Limburg. Het gebouw is gelegen aan Illikhoven 67.
De bewoners van Illikhoven gingen vanouds ter kerke in Buchten, maar door de aanleg van het Julianakanaal (1925-1934) werd de weg daarheen erg lang. Al in 1936 werd de belofte voor een eigen kerkgebouw gedaan, maar vanwege de Tweede Wereldoorlog duurde het nog tot 1947 alvorens met de bouw kon worden begonnen. Het kerkje was ontworpen door Anton Swinkels.
Het is een eenvoudig bakstenen zaalkerkje dat bijna oogt als een woning, afgezien van een torenachtig bouwseltje op de topgevel, gesierd door een kruis.
Door de ontkerkelijking werd het kerkje in 2012 onttrokken aan de eredienst en is aangekocht door een particulier die er een externe huiskamer heeft ingericht.